# سیارک ۱۶۶۲۵
سیارک ۱۶۶۲۵ (به انگلیسی: 16625 Kunitsugu، نامگذاری:1993HG1) شانزده هزار و ششصد و بیست و پنجمین سیارک کشف شده‌است که در ۲۰ آوریل ۱۹۹۳ کشف شد.
قدر مطلق سیارک برابر ۱۵٫۵ است.